# Condado de Yuma (Arizona)
O Condado de Yuma é um dos 15 condados do Estado americano do Arizona. A sede do condado é Yuma, e sua maior cidade é Yuma.
O condado possui uma área de 14 294 km² (dos quais 13 km² estão cobertos por água), uma população de 160 026 habitantes, e uma densidade populacional de 11 hab/km² (segundo o censo nacional de 2000).
O condado foi fundado em 1864.
Grandes números de imigrantes ilegais, primariamente mexicanos tentam anualmente entrar nos Estados Unidos via o condado, que está localizado na fronteira americana com o México. Somente entre julho e outubro de 2005, foram prendidos no condado cerca de 125 mil pessoas que tentavam entrar ilegalmente no país.